# Swiss School of Tourism and Hospitality
Die  EHL Swiss School of Tourism and Hospitality (EHL SSTH) ist eine Höhere Fachschule in Hotellerie und Gastronomie mit Standort in Chur-Passugg. Die Hotelfachschule bietet eidgenössisch anerkannte Abschlüsse der Beruflichen Grundbildung, der Hochschulbildung und des Bachelor of Science. Die Hotelfachschule ist im Gebäude des ehemaligen Kurhauses Passung untergebracht.

## Geschichte

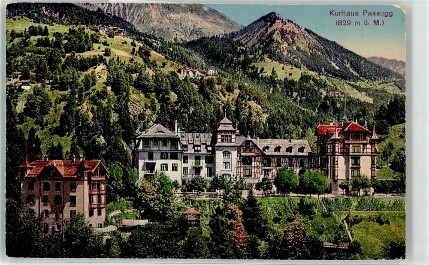
Altes Bild vom Schulhotel

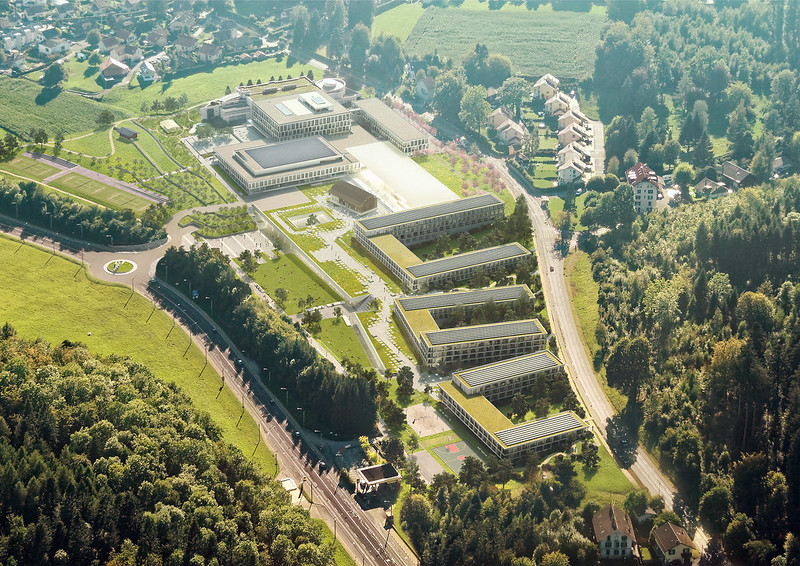
EHL-Campus Lausanne

1966 gründete Markus Christoffel die Hotelabteilung der Hotelsekretariatsschule in Chur, um Fach- und Führungskräfte für die Hotellerie und Gastronomie auszubilden. Die Handelsschule baute in der Folge ihr Programm kontinuierlich aus.
1972 starteten der erste Special Course auf Englisch, der dank dem internationalen Renommee der Schweizer Bildungslandschaft insbesondere Studierende aus dem fernöstlichen Raum anzog. So entwickelte sich die Schule Schritt für Schritt zu einer Höheren Fachschule mit Ausbildungsprogrammen über mehrere Stufen und in den Unterrichtssprachen Deutsch und Englisch weiter.
Seit 1991 befindet sich die EHL SSTH im Kurhotel Passugg. Das ehemalige Kurhaus bildet das Zentrum des EHL Campus Passugg.

## Mitglied der EHL Group
Die EHL SSTH gehört seit 2013 zur EHL Group. Die EHL Group ist Eigentümerin der EHL Hospitality Business School (ehemals École hôtelière de Lausanne). Die École hôtelière de Lausanne und die EHL SSTH arbeiten eng zusammen.

## Ausbildungen
Alle Ausbildungsprogramme (berufliche Grundbildung, Hotelmanagement Studium der Höheren Fachschule, Bachelor-Studium in International Hospitality Management) sind eidgenössisch anerkannt.

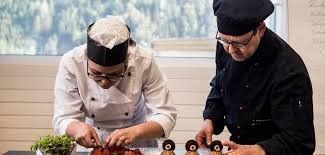
HF-Studentin während des Praxisunterrichts

Folgende Diplome können an der EHL SSTH absolviert werden:
- Hotel-Kommunikationsfachfrau/-mann EFZ
- Dipl. Hoteliere-Gastronomin/Hotelier-Gastronom HF (ehemals Dipl. Hôtelière-Restauratrice/Hôtelier-Restaurateur HF)
- Bachelor of Science in International Hospitality Management

Der Bachelor-Abschluss der EHL ist der einzige vom Bund anerkannte Bachelor-Abschluss in Hospitality Management.

## Campus
Auf dem EHL-Campus Passugg leben über 200 Lernende und Studierende aus 30 Nationalitäten. Sie sind in drei Gebäuden – dem Schulhotel, Fontana und Bachelor Village – untergebracht.

## Restaurants
Auf dem EHL-Campus Passugg befinden sich fünf Ausbildungsrestaurants unter einem Dach. Die Restaurants werden von den Lernenden und Studierenden unter Anleitung von Experten betrieben.
UmamiIm Restaurant «Umami» wird asiatische Küche mit Gerichten wie Sushi, Poké und Nudelsuppen angeboten.
Da FortunatDas «Da Fortunat» widmet sich der Schweizerischen Küche. Regional und biologisch produzierte Produkte stehen im Zentrum. Es werden Bündner Spezialitäten wie Maluns und Capuns angeboten.
CampigianaDas Bistro und die Bar nennt sich «Campigiana». Am Mittag werden Burger, Clubsandwiches und Salate serviert.
The EssenceIm «The Essence» wird der Kern einer gastronomischen Ausbildung geschult. Im gehobenen Teil des Speisesaals lernen die Lernenden und Studierenden in klassischer Weise Grosses Pièces herzustellen und auf Platten anzurichten. Im Service werden zwei Arten geschult. Zum einen ein Guéridon Platten Service, wobei vor dem Gast angerichtet und tranchiert wird, und zum anderen ein Bankettservice. Als Gast erhält man ein klassisches frisch zubereitetes 3-Gänge-Menü inkl. Weinservice.
The MarketDen zweiten Teil des Speisesaals bildet das Selbstbedienungsrestaurant «The Market». Es gibt Salat, ein vegetarisches und ein fleischhaltiges Hauptgericht und Dessert. Einige Gerichte werden im Marché-Prinzip direkt vor den Gästen zubereitet.

## Kooperationen und Partnerschaften
Besonders enge Partnerschaften bestehen zum Campus Tourismus Graubünden und der hotelleriesuisse. Mit dem Campus Tourismus Graubünden engagiert sich die EHL Passugg für den Bildungsauftrag in der Region. Die hotelleriesuisse stellt einen Vertreter im Verwaltungsrat der EHL SSTH.